# Vittoria Archilei
Vittoria Concarini Archilei, detta La Romanina (Roma, 1550 – Firenze, 1620), è stata una cantante italiana.
Fu attiva a Firenze con il marito Antonio Archilei, compositore musicale. Prima interprete (Armonia, 1º intermedio/Anfitrite, 5º intermedio) degli Intermedi della Pellegrina, per le nozze di Don Ferdinando I de' Medici e Cristina di Lorena a Palazzo Pitti nel 1589.
Nel 1599 è la protagonista della prima esecuzione pubblica di Dafne a Palazzo Pitti.
Nel 1600 è Virginia Contarini nella prima assoluta di Euridice a Palazzo Pitti.